# Liste der Monuments historiques in Aubure
Die Liste der Monuments historiques in Aubure führt die Monuments historiques in der französischen Gemeinde Aubure auf.

## Liste der Bauwerke
| Bezeichnung                 | Beschreibung                  | Standort                               | Kennzeichnung | Schutzstatus | Datum | Bild           |
| --------------------------- | ----------------------------- | -------------------------------------- | ------------- | ------------ | ----- | -------------- |
| Kirche St-Jacques-le-Majeur | 1813 erbaut, Turm 1859 erhöht | Route de Sainte-Marie-aux-Mines (Lage) | PA00085333    | Inscrit      | 1935  | weitere Bilder |

## Liste der Objekte
| Bezeichnung | Beschreibung                                                                     | Standort                                  | Kennzeichnung | Schutzstatus | Datum | Bild |
| ----------- | -------------------------------------------------------------------------------- | ----------------------------------------- | ------------- | ------------ | ----- | ---- |
| Hauptaltar  | Altartisch und Tabernakel; Holz, vergoldet, zweites Viertel des 18. Jahrhunderts | in der Kirche St-Jacques-le-Majeur (Lage) | PM68000012    | Classé       | 1980  |      |